# Dusona johnsoni
Dusona johnsoni là một loài tò vò trong họ Ichneumonidae.